# Kalavrita
Kalavrita (in greco Καλάβρυτα?, Kalávryta) è un comune della Grecia situato nella periferia della Grecia occidentale (unità periferica dell'Acaia) con 13.912 abitanti secondo i dati del censimento 2001.
A seguito della riforma amministrativa detta Programma Callicrate in vigore dal gennaio 2011 che ha abolito le prefetture e accorpato numerosi comuni, la superficie del comune è ora di 1.058 km² e la popolazione è passata da 8.580 a 13.912 abitanti.
Il sito è divenuto tristemente famoso nella storiografia per il massacro che qui ebbe luogo ad opera dei soldati della Germania nazista comandati dal generale Karl von Le Suire contro i guerriglieri greci durante la seconda guerra mondiale.